# Eupaludestrina aponensis
Eupaludestrina aponensis is een slakkensoort uit de familie van de Hydrobiidae. De wetenschappelijke naam van de soort werd voor het eerst geldig gepubliceerd in 1858 door E. von Martens.